# Дженнетт (Пенсильвания)
Дженнетт (англ. Jeannette) ― город в округе Уэстморленд, штат Пенсильвания, США. Он был основан в 1888 году. Получил свое название от одного из основателей, который пожелал почтить память своей жены, Дженнетт (Жаннет) Маклафлин, дав новому городу её имя. Город отметил свое 125-летие в июле 2013 года. Население города, согласно переписи 2010 года, составляло 9 654 человека.

## История
Дженнетт получил прозвище «стеклянный город» в знак признания многочисленных стекольных заводов, основанных в этом городе. Они способствовали первоначальному росту города как первого крупного промышленного города в округе Уэстморленд.
В городе работало 7 фабрик, включая самые известные в истории стекольной промышленности. Такие фабрики, как «Дженнетт Гласс», «Форт Питт Гласс», «Питтсбургская лампа», «Брасс энд Гласс Компани», «Американ-Сен-Гобен», «Уэстморленд Гласс» и другие, на протяжении многих десятилетий снабжали страну всем ― от зеркальных стекол до бутылок. По некоторым оценкам, Дженнетт когда-то производил от 70 до 85 % мирового стекла. К сожалению, стекольная промышленность Дженнетт была одной из первых в США жертвой дешёвой конкуренции, которая сделала производство стекла за рубежом менее дорогостоящим, и сегодня в городе осталось только два стекольных завода.

## Демография
По данным переписи населения 2010 года, в городе проживало 9 654 человека. Плотность населения составляла 4 414,3 человека на квадратную милю (1 706,9/км²). Расовый состав города составлял 77,81 % белых, 20,19 % афроамериканцев, 0,08 % коренных американцев, 0,09 % азиатов, 0,04 % жителей Тихоокеанских островов, 0,20 % представителей других рас и 1,60 % представителей двух или более рас. Испанцы и латиноамериканцы составляли 0,50 % населения.
В 2011 году средний доход семьи составлял 37 038 долларов. Средний доход мужчин составлял 32 413 долларов против 21 702 долларов у женщин. Доход на душу населения в городе составлял 15 961 доллар. Около 10,9 % семей и 15,0 % всего населения находились за чертой бедности, в том числе 21,2 % младше 18 лет и 13,2 % старше 65 лет.

## Образование
Округ Дженнетт-Сити включает в себя начальную школу Макки и среднюю школу Дженнетт Джуниор/Сеньор.